# Ahorn von Trun

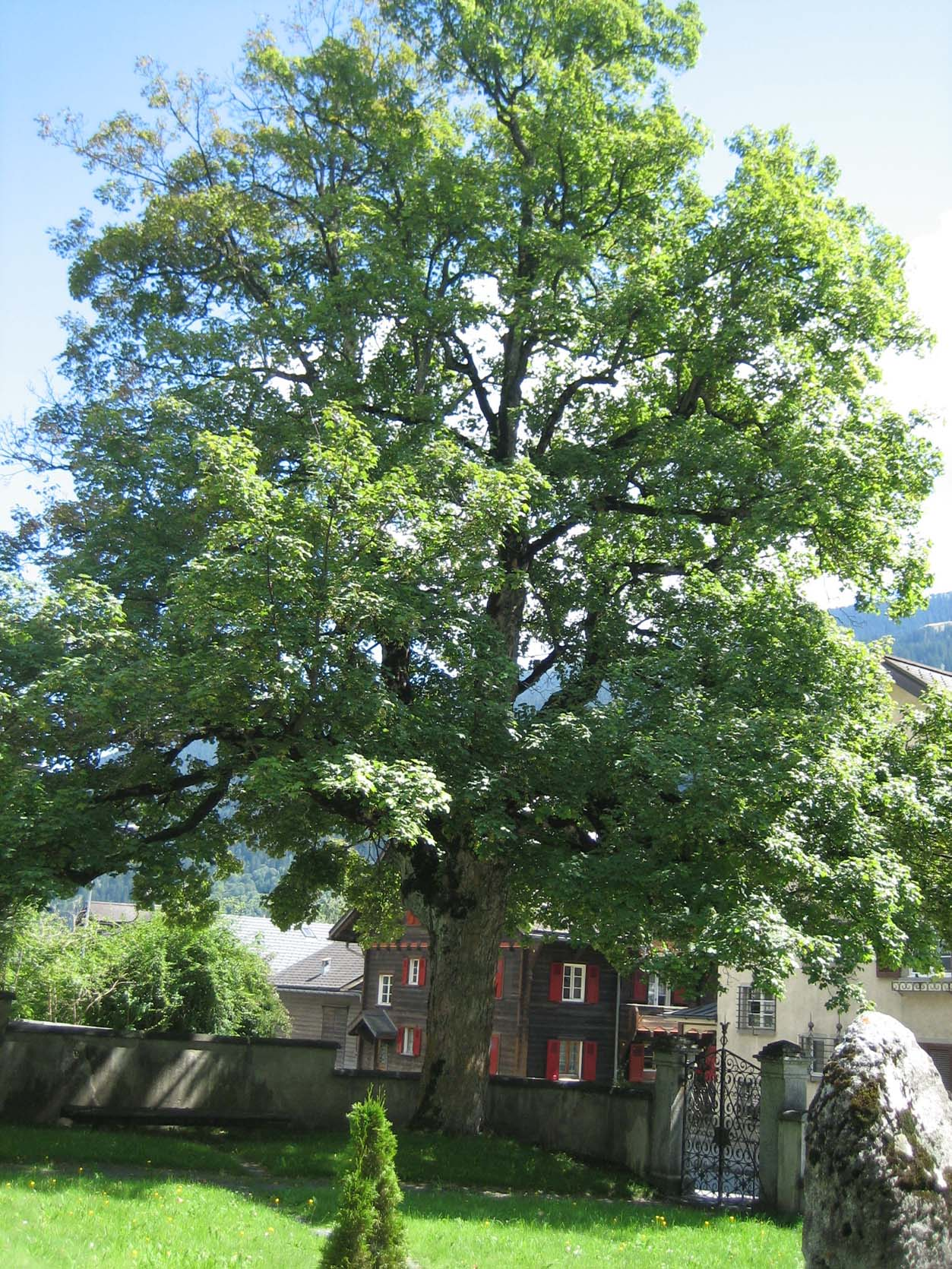
Der Ahorn von Trun

Der Ahorn von Trun steht neben der Caplutta Sontga Onna (Kapelle St. Anna) im Ehrenhof des Grauen Bundes an der Hauptstrasse oberhalb des Bahnhofs von Trun in der Surselva im Kanton Graubünden in der Schweiz.

## Geschichte
Unter dem Bergahorn von Trun wurde am 16. März 1424 der Obere oder Graue Bund (romanisch: Ligia Grischa) beschworen. Jeweils am Georgstag wurden bis 1778 jährlich zu den Bundesversammlungen dort vor der Sitzung in der Cuort (Hof) gerastet und in der Kapelle gebetet. Viermal wurde der Bund erneuert. 1750 hatte der Baum einen Umfang von rund 16 Metern. Im 19. Jahrhundert alterte er sehr schnell; der Stamm hatte sich in drei Stämme aufgeteilt. 1824 standen von diesen noch zwei.
Auf Veranlassung des Kantonsforstmeisters Johann Wilhelm Coaz zog man im Jahr 1867 Schösslinge aus Samen. Am 28. Juni 1870 wurde der beinahe 500-jährige Baum durch einen Sturm umgeworfen. An der gleichen Stelle wurde aus einem Samen des alten ein junger Bergahorn gepflanzt. Der Wurzelstock des alten Baumes wurde 1890 in den Sitzungssaal des Hauses Cuort überführt. Er kann heute im Landrichtersaal des Museums Sursilvan in Trun besichtigt werden.
1701 wurde der sogenannte Ehrenhof des Grauen Bundes angelegt, in dem bedeutende Persönlichkeiten der Region durch Gedenktafeln geehrt werden. Die Kapelle St. Anna wurde 1704 über einem um 1500 erwähnten Vorgängerbau erbaut.

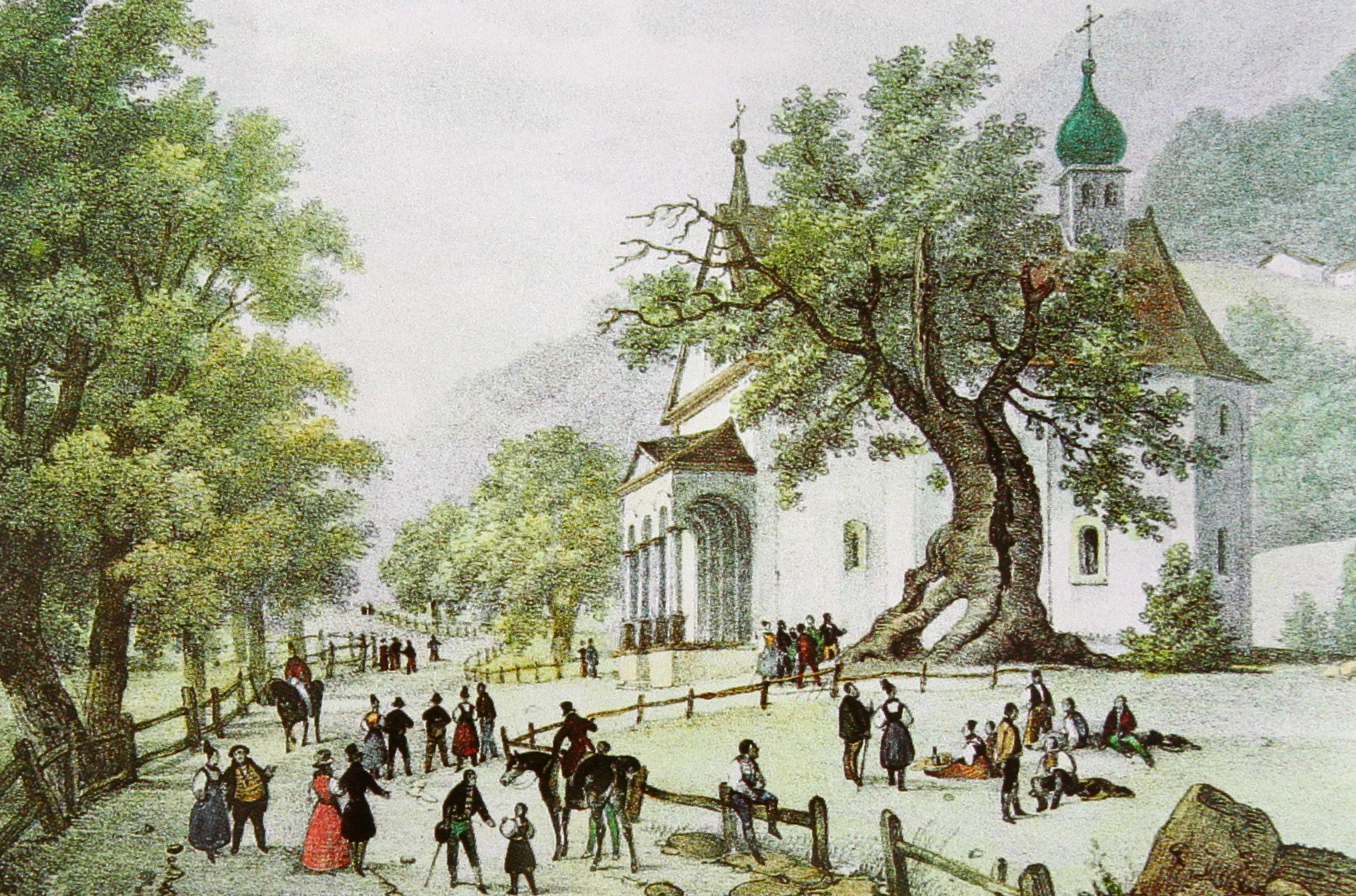
Darstellung um 1825 von H. Gaugin
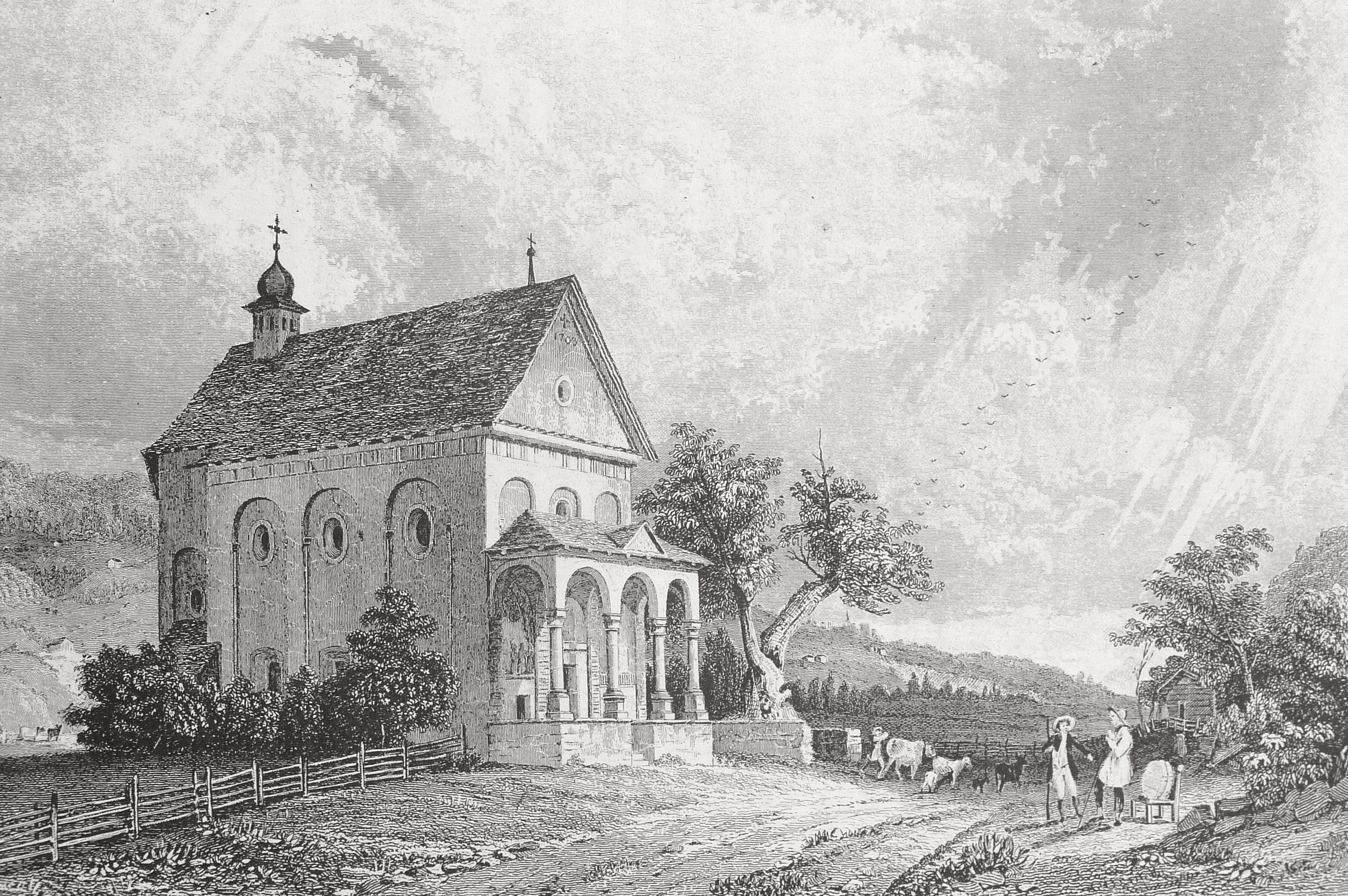
St. Anna-Kapelle in Trun, 1836, gezeichnet von Heinrich Zschokke, rechts daneben der Ahorn von Trun mit zwei Stämmen
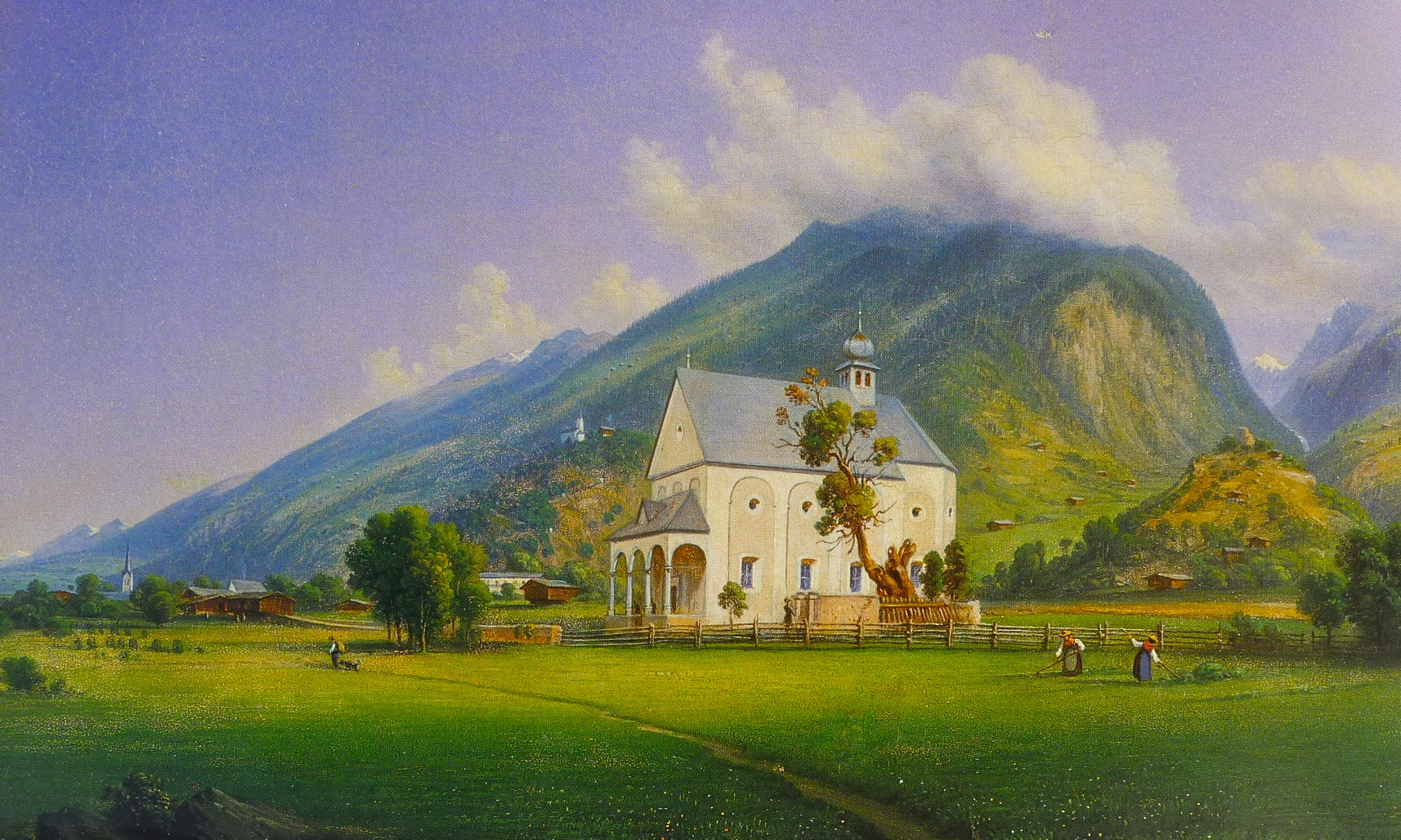
Kapelle St. Anna mit dem Ahorn um 1865 in einer Darstellung von Johann Rudolf Bühlman
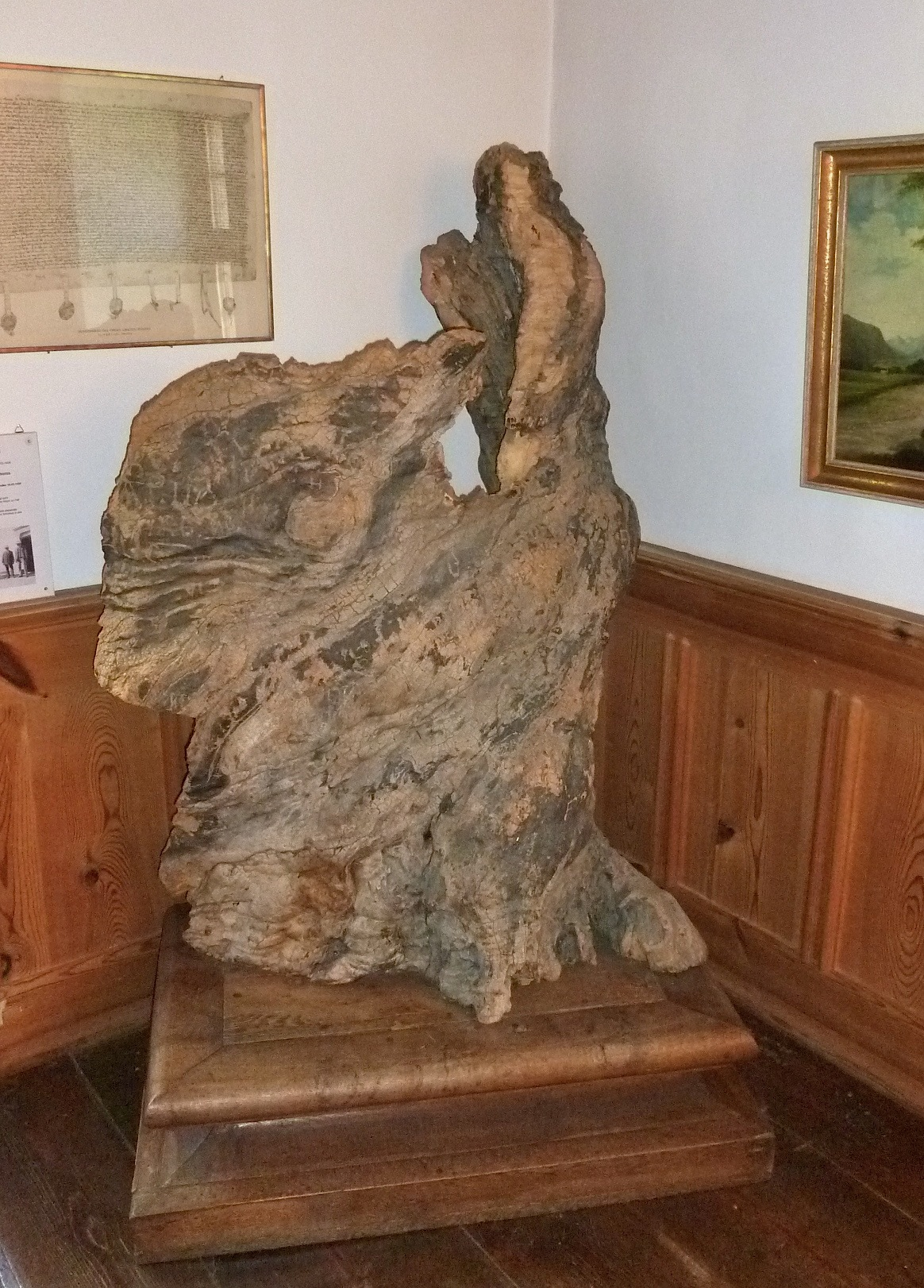
Strunk des Ahorns im Museum Sursilvan